# 帕塔卡馬亞
帕塔卡馬亞是玻利維亞的城鎮，位於該國西部，由拉巴斯省負責管轄，距離首都拉巴斯100公里，海拔高度3,801米，每年平均降雨量460毫米，2010年人口12,205。

## 外部連結
- [www.ine.gov.bo]